# Васильева, Елена Николаевна
Елена Николаевна Васильева — учёный-правовед, ведущий научный сотрудник сектора гражданского права, гражданского и арбитражного процесса ИГП РАН, кандидат юридических наук, доцент, лауреат премии имени А. Ф. Кони (2006). Одна из авторов «Юридической энциклопедии» (2001).

## Биография
Окончила Московский государственный институт международных отношений, затем была аспирантура Института государства и права РАН.
С 1972 года — работает в Институте государства и права.
Защитила кандидатскую диссертацию, тема: «Правовое регулирование коммерческой концессии по российскому праву» (научный руководитель С. А. Сосна).

## Научная и общественная деятельность
Участвовала в подготовке ряда проектов Федеральных законов:
- Закон о федеральной почтовой связи
- Закон о генно-инженерной деятельности в Российской Федерации
- Закон о гражданско-правовой ответственности за причинение ядерного вреда и ее финансовом обеспечении
- Закон о здравоохранении в Российской Федерации
- Закон о кооперативах в Российской Федерации
- Закон о государственной поддержке инновационной деятельности в Российской Федерации.

Сфера специальных научных интересов — отношения в области интеллектуальной собственности, правовые проблемы инновационного развития России. Ранее исследовала проблемы регулирования кооперативов в развивающихся странах, вопросы гражданско-правовой ответственности за причинение ядерного вреда.
Читает курс лекций и ведёт занятия по гражданскому праву во Всероссийской академии внешней торговли, а также специальные курсы по наследственному праву, страховому праву, праву интеллектуальной собственности, транспортному праву в Академическом правовом институте и Государственном академическом университете гуманитарных наук.
Член Научно-консультативного совета при Суде по интеллектуальным правам и Комитета Торгово-промышленной палаты РФ по предпринимательству в сфере экономики недвижимости.

### Монографии, разделы в коллективных монографиях, учебники
- Управление знаниями в инновационной экономике: Учебник. 2009 (в соавторстве).
- Комментарий к Гражданскому кодексу Российской Федерации. Части первая, вторая (в шести изданиях 2003—2011 гг.) (в соавторстве).
- Комментарий к Гражданскому кодексу Российской Федерации. Части третьей (в четырех изданиях 2005—2011 гг.).
- Комментарий к Гражданскому кодексу Российской Федерации. Части четвертой (в двух изданиях 2009 −2011 гг.).
- Научная и инновационная политика. Россия и мир. 2011—2012. Монография. 2013 (в соавторстве).
- Двадцать лет Конституции Российской Федерации: юридическая наука и практика / Отв. ред. акад. РАН А. Г. Лисицын-Светланов. М.: ИГП РАН. 2013 (в соавторстве).

### Статьи
- Васильева Е. Н. Договор об отчуждении исключительного права: понятие и правовая природа // Государство и право. 2009. № 12. С. 90-95.
- Васильева Е. Н. Оборотоспособность в сфере интеллектуальной собственности // Государство и право. 2011. № 8. С. 26-34.
- Polubinskaya S. V., Vassilieva E. HIV-specific legislation in the Russian federation // Medicine and Law. 1999. Т. 18. № 2-3. С. 351—358.
- Васильева Е. Н. Кто отвечает за передачу предмета лизинга? // Юрист. 2006. № 32. С. 13.

## Награды
- Премия имени А. Ф. Кони (совместно с С. А. Сосной, за 2006 год) — за монографию «Франчайзинг. Коммерческая концессия»